# Fungus
Fungus è un videogioco pubblicato nel 1986 per Commodore 64 da Players Software, un'etichetta a basso costo appartenente alla Interceptor Micros.
Si basa sul controllo di un personaggio che raccoglie funghi attraversando isole spaziali fluttuanti.
Tutto lo sviluppo del gioco venne effettuato dallo svedese Karl Hörnell come freelance. Fungus venne pubblicato anche in una raccolta Zap-Pak insieme a Fruity, una variante di Breakout, sempre di Hörnell.
Un seguito, Fungus 2, era previsto nel 1988, ma non venne mai pubblicato. Un prototipo funzionante venne divulgato molti anni dopo.

## Modalità di gioco
L'area di gioco è formata da una lunga serie di piattaforme sospese nello spazio, tutte alla stessa altezza, con visuale isometrica angolata e scorrimento costante verso destra. Il giocatore controlla un uomo spaziale in perenne movimento, che può correre e saltare nelle quattro direzioni sopra le piattaforme. Queste hanno forme irregolari e dimensioni molto variabili, con buchi e interruzioni tra l'una e l'altra, nei quali non si deve cadere o si perde una vita. Sulle piattaforme cresce vegetazione, tra cui numerosi funghi che possono essere raccolti passandoci sopra. I funghi raccolti vengono conteggiati e alla fine valgono un bonus di punteggio, ma per terminare un livello basta arrivare alla fine del percorso.
Oltre a evitare di cadere nello spazio vuoto, bisogna evitare di sbattere contro alberi, piante aliene e altri ostacoli fissi. Si incontrano inoltre dei nemici, sotto forma di uccelli, api giganti, torrette di cannone o bombe, che cercano di fermare il protagonista andandogli addosso o sparandogli.
A inizio partita è possibile selezionare alcune opzioni: il livello di partenza, il livello di difficoltà generale, il tipo di nemici che attaccheranno e il colore delle isole.
Il prototipo di Fungus 2 è visivamente simile, ma ha importanti differenze tra cui scorrimento libero in entrambe le direzioni, piattaforme a varie altezze e la possibilità di sparare.